# Gastrinoma

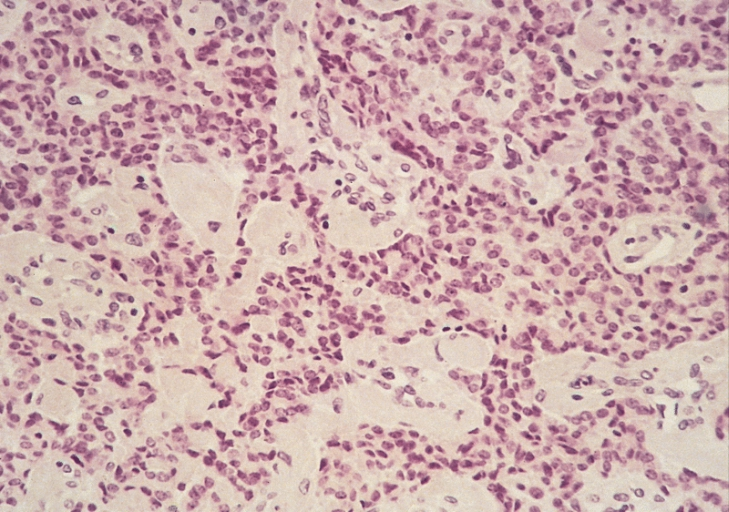
Obraz histologiczny gastrinoma trzustki

Guz gastrynowy (łac. gastrinoma, ang. gastrinoma) – guz neuroendokrynny, drugi co do częstości występowania typ wyspiaka trzustki po insulinoma.
Zapadalność wynosi 1:1 000 000/rok. Lokalizuje się głównie w głowie trzustki i dwunastnicy. Wywodzi się z komórki G. Zwykle nie osiąga rozmiarów powyżej 1 cm. Złośliwość ocenia się na 60% przypadków. Jest najczęstszym guzem neuroendokrynnym w zespole MEN1. Guzy gastrynowe mogą wydzielać oprócz gastryny również ACTH.
Objawem guza jest zespół Zollingera-Ellisona występujący u około 47% chorych.